# Rajupalem, Guntur
Rajupalem là một mandal thuộc huyện Guntur district, bang Andhra Pradesh.

## Geography
Rajupalem is located at 14°07′00″B 79°44′00″Đ / 14,1167°B 79,7333°Đ.